# Ултимо
Ултимо (итал. Ultimo) је насеље у Италији у округу Болцано, региону Трентино-Јужни Тирол.
Према процени из 2011. у насељу је живело 3006 становника. Насеље се налази на надморској висини од 1118 м.

## Становништво
| 1931. | 1936. | 1951. | 1961. | 1971. | 1981. | 1991. | 2001. | 2011. |
| ----- | ----- | ----- | ----- | ----- | ----- | ----- | ----- | ----- |
| 2.310 | 2.330 | 2.612 | 3.043 | 3.070 | 3.036 | 2.945 | 3.006 | 30    |